# Colombana Nera
Colombana Nera ist eine Rotweinsorte, die in der italienischen Region Toskana kultiviert wird. Obwohl ihr Anbau in der Provinz Massa-Carrara empfohlen wird und in den Provinzen Pisa, Lucca, Livorno, Pistoia zugelassen ist, lag die bestockte Rebfläche in den 1990er Jahren bei mäßigen 141 Hektar. Bei dieser Rebsorte handelt es sich um eine natürliche Kreuzung der Sorten Mammolo und Sciaccarello.
Die Rebsorte war gemäß den Ampelographen Nino Breviglieri und Enrico Casini ähnlich der Sorte Besgano Nero, jedoch nicht identisch. Gemäß heutiger Definition handelt es sich aber um Klone der gleichen Sorte.
Die Weine der Colombana-Nera-Rebe finden Eingang in die DOC-Weine Colli di Luni.
Siehe auch den Weinbau in Italien sowie die Liste von Rebsorten.
Abstammung: Mammolo x Sciaccarello

## Synonyme
Die Rebsorte Colombana Nera ist auch unter den Namen Basgnano, Bazano, Bersegano und Besgano di San Colombano bekannt.

## Ampelographische Sortenmerkmale
In der Ampelographie wird der Habitus folgendermaßen beschrieben:
- Die Triebspitze ist offen. Sie ist stark weißwollig behaart und die Spitzen sind karminrot gefärbt. Die weißlichen Jungblätter sind spinnwebig behaart.
- Die mittelgroßen, nahezu fünfeckigen Blätter sind fünflappig und tief gebuchtet. Die Stielbucht ist Lyren-förmig offen. Das Blatt ist spitz gesägt. Die Zähne sind im Vergleich zu anderen Rebsorten sehr eng gesetzt.
- Die pyramidalförmige Traube ist mittelgroß bis groß, geschultert und dichtbeerig. Die leicht ovalen Beeren sind mittelgroß bis groß und von bläulich-schwarzer Farbe. Die Beeren sind sehr saftig und von neutralem Geschmack.

Die Rebsorte reift ca. 25–30 Tage nach dem Gutedel und gilt somit im internationalen Vergleich als spät reifend. In der Toskana kann sie Ende September geerntet werden.
Der Wein der Rebsorte Colombana Nera ist hellfarbig und generell von mittlerer Qualität.